# ذراع البحصمة (وشحة)

تعديل مصدري - تعديل

ذراع البحصمة هي إحدى قرى عزلة ضاعن بمديرية وشحة التابعة لمحافظة حجة، بلغ تعداد سكانها 58 نسمة حسب تعداد اليمن لعام 2004.